# 사토 아츠히로
사토 아츠히로(일본어: 佐藤 アツヒロ, 1973년 8월 30일 ~ )는, 일본의 배우, 가수이다.
교토부 야와타 시에서 태어나, 카나가와 현 후지사와 시 후지사와 혼마치에서 자랐다. 쟈니즈 사무소 소속.

## 과거의 참가 유닛
- GENJI (라이트 인 섀도)
- 히카루GENJI
- 히카루GENJI SUPER 5
- SAY·S
- 소년 고산케

## 내력
- 1986년 8월 30일, 쟈니즈 사무소에 입소. 오디션을 보지 않고, 〈특대생〉으로서 입소했다.
- 1987년 8월 19일, 〈히카루GENJI〉로서 〈STAR LIGHT〉로 레코드 데뷔. 데뷔 시의 캐치프레이즈는, 〈초신성으로부터의 메시지〉.
- 1993년 4월 22일, 〈SAY·S(세이즈)〉로서 〈흐린 후 맑음〉으로 레코드 데뷔. 히카루GENJI 멤버 중 사토 아츠히로·아카사카 아키라·야마모토 준이치·사토 히로유키 네 명의 머리글자를 딴 유닛명으로의 활동.
- 1994년 8월 31일, 히카루GENJI 멤버 오오사와 미키오·사토 히로유키가 탈퇴해, 남은 멤버 다섯 명으로 유닛명을 〈히카루GENJI SUPER 5〉로 변경. 동시에 〈SAY·S〉도 해산.
- 1995년 9월 3일, 〈히카루GENJI SUPER 5〉를 해산해, アツヒロサトウ 아츠히로 사토[*] 명의를 거쳐, 현재의 佐藤アツヒロ 사토 아츠히로[*] 명의가 되었다.
- 1995년 12월 21일, 〈RISKY LOVE〉로 솔로 CD 데뷔.

## 출연

### 드라마
- 위험한 소년 시리즈 (1987년 ~ 1989년, TV 도쿄)
  - 위험한 소년 (1987년)
  - 위험한 소년 II (1987년)
  - 위험한 소년 III (1988년 ~ 1989년)
- 스타라이트 키즈 신 북두칠성 전설 (1988년 10월 11일, TBS)
- 와카사마 사무라이 토리모노테쵸 (1991년, TV 아사히)
- 비행 소년들 (1992년 10월 15일, 닛폰 TV)
- 영화 같은 사랑하고 싶어 〈탑 건〉 (1992년 12월 19일, TV 도쿄)
- 하트에 S
  - 제20회 〈프렌치 블루〉 (1995년 8월 28일)
  - 제21회 〈먼슬리 스페셜 여름의 판타즘〉 (1995년 9월 4일)
- 크리스마스 키스~이브에 만나요 (1995년 10월 14일 ~ 12월 23일, TV 도쿄) - 주연·사카키바라 유지 역
- 목요 괴담 〈신데렐라의 구두〉 (1995년, 후지 TV)
- 모래성 (1997년 6월 30일 ~ 10월 3일, 토카이 TV·후지 TV) - 주연
- 어머니에게 바치는 노래 (1998년)
- P.A. 프라이빗 액트리스 제5화 (1998년 11월 14일)
- 경시청 여성 수사반 (1999년 1월 30일, TV 아사히)
- 하구레 형사 순정파 스페셜 (2002년, TV 아사히)
- 역에 서 있는 사람 (2002년)
- 축제 변호사·사와다 고로 3 (2002년 8월 31일, TV 아사히)
- 극단 연기자. 제16회 공연 작품 〈너버스한 벌레들〉 (2006년, 후지 TV) - 주연
- 하구레 형사 순정파 최종회 스페셜 (2009년 12월 26일, TV 아사히)
- 세무 조사관·마도기와 타로의 사건부 29 (2015년 7월 20일, TBS)
- 네즈미, 에도를 달리는 2 제5회 (2016년 5월 12일, NHK)
- 하야코 선생님, 결혼한다니 정말인가요? 제4화 (2016년 5월 12일, 후지 TV)

### 영화
- 신·기·한 BABY (1988년, 토호)
- 극×시네마 투어 2005 〈촉루성의 7인~아오도쿠로〉 영화관 상영 (2005년)
- 극×시네마 투어 2007 〈촉루성의 7인~아오도쿠로〉 영화관 상영 (2007년)
- 극×시네마 투어 2008 〈촉루성의 7인~아오도쿠로〉 영화관 상영 (2008년)
- 극×시네마 투어 2009 〈촉루성의 7인~아오도쿠로〉 영화관 상영 (2009년)
- 〈사랑과 청춘의 타카라즈카~사랑보다도 생명보다도~〉 영화관 상영 (2009년)
- 극×시네마 투어 2010 〈촉루성의 7인~아오도쿠로〉 영화관 상영 (2010년)
- 극×시네마 투어 2011 〈촉루성의 7인~아오도쿠로〉 영화관 상영 (2011년)